# Bracon punjabensis
Bracon punjabensis är en stekelart som beskrevs av Cameron 1902. Bracon punjabensis ingår i släktet Bracon och familjen bracksteklar. Inga underarter finns listade.